# يانس لانييك
يانس لانييك (بالألمانية: Jens Langeneke)‏ (29 مارس 1977 بليبشتات في ألمانيا - ) هو لاعب كرة قدم ألماني في مركز الدفاع. لعب مع روت فايس آهلن وروت فايس أوبرهاوزن وفورتونا دوسلدورف ونادي أوسنابروك وTeutonia Lippstadt ‏ وSV Lippstadt 08 ‏.

## وصلات خارجية
- يانس لانييك على موقع قاعدة بيانات كرة القدم.إي يو (الإنجليزية)
- يانس لانييك على موقع بيانات كرة القدم. دي إي (الألمانية)
- يانس لانييك على موقع عالم كرة القدم.نت (الإنجليزية)
- يانس لانييك على موقع AS.com (الإسبانية)